# Vamos a la discoteca
«Vamos a la discoteca» — песня бельгийской группы Paradisio. Он был выпущен в 1997 году как третий сингл с их дебютного альбома Paradisio. Это переработанный вариант их первого сингла 1995 года «Un Clima Ideal».
Песня имела успех в европейских чартах. Ей удалось подняться в топ-10 в чартах Дании, Финляндии, Италии, Норвегии и Швеции. Кроме того, она вошла в топ-20 хитов Бельгии и Франции, а в августе 1997 года заняла 21-е место в рейтинге Eurochart Hot 100.

## Список композиций

### CD maxi
Europe (1997)
1. «Vamos a la Discoteca» (Holiday Party Remix) — 6:02
2. «Vamos a la Discoteca» (Rio Club Remix) — 6:13
3. «Vamos a la Discoteca» (Original Club Extended Mix) — 8:53
4. «Vamos a la Discoteca» (Hypnotyka Sun Remix) — 5:38
5. «Vamos a la Discoteca» (Video Edit Mix) — 3:53

## Чарты

### Еженедельные чарты
| Чарт (1995-97)                       | Пиковая позиция |
| ------------------------------------ | --------------- |
| Бельгия/Фландрия (Ultratop 50)       | 20              |
| Бельгия/Валлония (Ultratop 50)       | 18              |
| Дания (IFPI)                         | 10              |
| Европейский союз (Eurochart Hot 100) | 21              |
| Финляндия (Suomen virallinen lista)  | 3               |
| Франция (SNEP)                       | 18              |
| Италия (FIMI)                        | 9               |
| Норвегия (VG-lista)                  | 6               |
| Швеция (Sverigetopplistan)           | 3               |